# NGC 768
NGC 768 é uma galáxia espiral (Sbc) localizada na direcção da constelação de Cetus. Possui uma declinação de +00° 31' 44" e uma ascensão recta de 1 horas, 58 minutos e 40,8 segundos.
A galáxia NGC 768 foi descoberta em 2 de Dezembro de 1885 por Lewis A. Swift.